# Mortem
Mortem es una banda de death metal formada en 1986 en Lima, Perú. Son la primera banda de metal peruano que ha viajado por Europa y Estados Unidos. 
El estilo musical de Mortem está firmemente arraigado en el death metal, black metal y thrash metal de los años ochenta. El característico sonido pesado de Mortem se define a través del lento y siniestro death metal alternado con contrapartes rápidas y agresivas. El trémolo frenético que recoge en el estilo temprano de Possessed y Death construido sobre la percusión rítmica apasionada liderado con lamentaciones atonales y solos melódicos de guitarra, comprenden una mezcla potente que cumple con el principio de la técnica del death metal y la habilidad de golpeteo ritualista y animoso death metal.
Los vocales son forjados a partir de gruñidos guturales y a menudo se convierten en gritos altos mientras que las letras tratan principalmente del ocultismo y el anticristianismo.

## Biografía
Mortem es una de las bandas más viejas y más célebres de la oscura escena peruana de death metal. Fundada por Fernán Nebiros y Álvaro Amduscias en julio-agosto de 1986, Mortem ha pasado por varios cambios de alineación mientras viajaban por Sudamérica y lanzaron una serie de demos. Mortem lanzó su álbum debut Demon Tales en 1996 después de firmar un contrato discográfico con la discográfica peruana Huasipungo Records. Demon Tales sería el segundo álbum de metal peruano en ser lanzado, después del lanzamiento de "Aquelarre" de Hadez en 1993. Poco después de lanzar Demon Tales, Mortem firmó con la disquera de metal alemana Merciless Records, que hizo de Mortem la primera banda de metal peruana en firmar con una etiqueta europea. 
En 2003 y 2004 Mortem se convirtió en la primera banda de metal peruano en la historia de viajar por Europa y los Estados Unidos. En 2007, con cuatro álbumes de estudio de larga duración y un álbum en vivo a su nombre, Mortem ha logrado un destacado estatus underground y como tal apoyo leal a través de los continentes. Mortem ha realizado conciertos con Sarcofago, Immolation, Sadistic Intent, Possessed, Slayer y muchos más. El 13 de octubre lanzaron su último álbum "Deinós Nekrómantis".

## Miembros
- Fernán Nebiros – guitarra, voz (1986 – presente)
- Álvaro Amduscias – batería, bajo, voz (1986–1998, 2000 – presente)
- Christian Jhon – guitarra (1999, 2012–presente)
- José "Chino Morza" Okamura – bajo ( 1991, 2000, 2012 - presente)

### Miembros anteriores
- Pablo “Genocidio” Rey – guitarra, bajo (1988–1991)
- José "Mortuorio" Sagar – batería (1987–1988)
- Héctor Panty – guitarra (1987–1988)
- Hugo "Satanarchust" Calle – batería (1988–1989)
- Janio "Tremolón" Cuadros – Guitarra (1989–1993), guitarra (En vivo)(2000–2003)
- Javier "Manthas" Gamarra – bajo (1991–1992)
- José "Chino Morza" Okamura – En Vivo - voz, bajo (1991, 2000)
- Carlos “Calocha” Verástegui – bajo (1992–1995)
- Jaime García – batería (1998–2000)
- Sandro García – guitarra (1998–1999)
- Juan C. Muro – Bajo (1995 – 2012)
- Wilber Rosán – Guitarra (1993–1998, 1999 – 2012)

## Discografía
| - 1995: Demon Tales - 1998: The Devil Speaks In Tongues - 2000: Descomposed By Possession - 2005: De Natura Daemonum - 2016: Deinós Nekrómantis - 2006: Devoted To Evil | - 1989: Evil Dead - 1991: Superstition - 1992: Vomit of the Earth - 1993: Unearth the Buried Evil - 2007: Demonios Atacan Los Ángeles |